# Gerry Creaney
Gerry Creaney, właśc. Gerard Thomas Creaney (ur. 13 kwietnia 1970 w Coatbridge) – piłkarz szkocki występujący na pozycji napastnika oraz trener.